# Margaret Masterman
Margaret Masterman, född den 4 maj 1910 i London, död den 1 april 1986 i Cambridge, var en brittisk lingvist och filosof verksam i Cambridge. 
Masterman övertygelse var att det var förståelsen av syntaxen, inte grammatiken, som var grunden till att förstå ett språk. Hon var en pionjär inom språkteknologi och maskinöversättningar.